# Homotherus mudgei
Homotherus mudgei là một loài tò vò trong họ Ichneumonidae.